# Auguste Marceau
Pour les articles homonymes, voir Marceau.
 (juin 2019).
Auguste François Marceau (1er mars 1806 à Châteaudun - 1er février 1851 à Tours) est un officier de la Marine française connu pour sa foi catholique.

## Biographie
Son père Nicolas-Séverin Marceau (1771-1843), frère du général François Séverin Marceau (1769-1796), sous-préfet de Châteaudun, fut révoqué en 1814. Il abandonna sa famille et dépensa la dot de sa femme, Marie Thérèse de Carvoisin (1787-1862). Il s’exila aux États-Unis et fut déclaré absent par le Tribunal de la Seine par jugement du 5 juillet 1820, puis revint en France et mourut à l’hospice de Bordeaux.
Auguste Marceau est admis en 1824 à Polytechnique où il se lie d'amitié avec Lamoricière. Il fait des études approfondies sur la vapeur et à sa sortie, il choisit la marine. Nommé aspirant de 1e classe le 1er octobre 1826, il embarque sur la corvette La Bayonnaise. 
Il participe à la campagne de Madagascar de 1829 ce qui lui vaut la légion d’honneur. En 1832, il participe à l’expédition scientifique qui ramène l’Obélisque de Louxor à Paris. Il participe ensuite à la campagne du Sénégal.
Nommé en 1836 lieutenant de vaisseau, il commande le vapeur Minos chargé du service des postes.
Bon vivant et libertin, adepte du Saint-simonisme, il fréquente Prosper Enfantin mais se convertit en 1841 au catholicisme. 
Il est nommé commandant du yacht royal le Comte d’Eu mais démissionne ayant appris le projet de l'armateur havrais Michel Victor Marziou, de développer des missions catholiques en Océanie. Il participe à la fondation de la société Française de l'Océanie avec Marziou et il contribue à trouver des donateurs. Le navire L'Arche d’Alliance est béni le 30 août 1845 à Nantes et appareille le 15 novembre sous le commandement de Marceau. Le 7 avril, il est à Valparaíso, puis rejoint les îles Marquises, Tahiti où il apprend la mort de Monseigneur Épalle le 16 décembre 1845 tué par les autochtones, Wallis où il visite les îles avec Mgr Bataillon et la Nouvelle-Calédonie.
Il rayonne dans la zone pendant trois ans où il faillit tomber dans un traquenard tendu par des cannibales. Il confie la mise en place d'un comptoir à Papeete à M. Chauvel. Il repart en France le 28 janvier 1849 et touche Brest en juillet 1849. Le pape le fait chevalier de Saint Grégoire le Grand.
Trois ans après sa fondation en faisant appel à la générosité des croyants, la société possédait outre l’Arche d’alliance, cinq navires le Paquebot des Mers du Sud, l’Étoile du Matin, la Stella del Mare, l’Anonyme et la Léocadia.
La révolution de février 1848 porta un coup fatal à la société qui liquida ses actifs. 
Le capitaine au long-cours Jean-Baptiste Duchesne (1832-1908), frère aîné de l'académicien Louis Duchesne, participa à l'expédition de la Columbia River, au terme de laquelle le navire Étoile du matin, parti du Havre, fit naufrage en juillet 1849 sur la barre à l'entrée du fleuve, avant de créer le French store, un des quatre premiers magasins d'Oregon City, principale ville de l'Ouest américain avec San Francisco.
Marceau se retire à Lyon dans la maison mère des missionnaires maristes et entra dans le Tiers-Ordre de Marie. En décembre 1850 il voulut devenir prêtre mais sa santé ne lui permit pas. 
Auguste Marceau meurt le 1er février 1851 à Tours, sans avoir vu naître son utopie, la création d'une marine religieuse. Il est inhumé au cimetière Saint-Symphorien de Tours.
En 1887, l'écrivain et peintre Eugène Alcan lui a consacré un livre Les cannibales et leur temps : souvenir de la campagne de l'Océanie sous le commandant Marceau. De même, sous couvert d'anonymat, deux pères maristes écrivirent sa biographie : Auguste Marceau chez René Haton librairie, en 1891.

## Sources et bibliographie
- Claudius Maria Mayet, Auguste Marceau : capitaine de frégate, commandant de l'Arche d'alliance, Haton, 1873, en 2 volumes.
- Louise Masson, Auguste Marceau, E. Vitte, 1905, 30 p.
- Eugène Alcan, Les cannibales et leur temps : souvenirs de la campagne de l'Océanie sous le commandant Marceau, capitaine de frégate, Delhomme et Briguet, 1887, 401 p.
- Joseph Therol, Martyrs des archipels, Paris, Éditions Saint-Germain, 1948, avec 14 mentions de Marceau ; passage dédié p. 156 et suivantes [Extraits en ligne].
- Lettres reçues d'Océanie par l'administration générale des pères maristes pendant le généralat de Jean-Claude Colin, Karthala Éditions, 2009, 549 p., avec 22 mentions de Marceau.
- Agnès Brot, Auguste Marceau le missionnaire des missionnaires, préface de Roch Wamytan, postface de Mgr Riocreux Roch Wamytan, Saint-Léger éditions, 2019. 218p.